# Dipartimento del Centro (Haiti)
Il dipartimento del Centro è un dipartimento di Haiti. Il capoluogo è Hinche.

## Geografia antropica

### Suddivisioni amministrative
Il dipartimento del Centro è suddiviso in 4 arrondissement:
- Cerca-la-Source
- Hinche
- Lascahobas
- Mirebalais